# 佐良斯凱
49°42′43″N 37°10′50″E / 49.71194°N 37.18056°E
佐良斯凱（烏克蘭語：Зорянське）是位於烏克蘭東部的村莊，由哈爾科夫州庫皮揚斯克區的舍夫琴科韦市镇負責管轄。該村始建於1906年，面積1.68平方公里，海拔高度113米，2001年人口340，人口密度每平方公里202.4人。